# Кнежя Нива
Кнежя Нива (словен. Knežja Njiva) — поселення в общині Лошка Долина, Регіон Нотрансько-крашка, Словенія. Висота над рівнем моря: 701 м.